# Лоторёв, Вячеслав Юрьевич
Вячесла́в Ю́рьевич Лоторёв (род. 23 июня 1975, Ярославль, СССР) — российский футболист.

## Карьера
Воспитанник ярославского футбола. В 1992 году в 17 лет дебютировал за «Шинник». Всего в дебютном сезоне в Высшей лиге провел четыре игры.
В дальнейшем выступал за другой ярославский футбольный клуб «Нефтяник». Выступал в командах «Балтика-2» (Калининград), «Луч» (Гусев), «Северсталь» (Череповец), «Фанком» (Мантурово).